# 3-Methoxyphencyclidin
3-MeO-PCP bzw. 3-Methoxyphencyclidin gehört strukturell zur Gruppe der  Arylcyclohexylamine und ist ein Derivat von Phencyclidins, welches auch strukturelle Eigenschaften mit Methoxetamin und 4-MeO-PCP gemein hat. Es wurde nachgewiesen, dass 3-MeO-PCP als NMDA-Rezeptorantagonist und SRI wirkt.

## Chemie
Der Name 3-MeO-Phencyclidin kürzt 3-Methoxy-Phenylcyclohexylpiperidin ab. Es stammt genau wie PCP, Ketamin, MXE, PCE etc. aus der Stoffgruppe der Arylcyclohexylamine. Eine Synthese kann möglicherweise von 1-Piperidinocyclohexancarbonitril (PCC) aus beginnen, da PCC auch als Ausgangsstoff für PCP, TCP und 4-Meo-PCP benutzt wird.
Der Ausgangsstoff PCC ist selbst leicht psychoaktiv (0,03 % der Wirkstärke von PCP), allerdings extrem giftig.

## Rechtslage
In Deutschland ist 3-Meo-PCP in Anlage II des Betäubungsmittelgesetzes (BtMG) aufgeführt und daher zwar verkehrsfähig, aber nicht verschreibungsfähig.